# Лапракаси (Ядринський район)
Лапрака́си (рос. Лапракасы, чув. Лапракасси) — присілок у Чувашії Російської Федерації, у складі Хочашевського сільського поселення Ядринського району.
Населення — 263 особи (2010; 327 в 2002, 458 в 1979, 613 в 1939, 672 в 1926, 535 в 1897, 427 в 1858).

## Історія
Засновано 18 століття як околоток села Хочашево. До 1866 року селяни мали статус державних, займались землеробством, тваринництвом. У кінці 19 століття діяли 5 вітряків, на початку 20 століття працювали різні майстерні, 1925 року засновано кооператив «Вила». 1908 року відкрито земське училище, у 1920-ті роки — початкова школа. 1930 року утворено колгосп «Сталінград». До 1926 року присілок входив до складу Хочашевської, Шуматовської та знову Хочашевської волостей, а до 1927 року — знову Шуматовської волості Ядринського повіту, з переходом на райони 1927 року — спочатку у складі Ядринського, у період 1939–1956 років — у складі Совєтського, після чого повернуто назад до складу Ядринського району.

## Господарство
У присілку працюють школа, фельдшерсько-акушерський пункт, клуб, бібліотека, спортивний майданчик, магазин та їдальня.